# Aivaras Kvedarauskas
Aivaras Kvedarauskas (* 5. März 1974) ist ein litauischer Badmintonspieler. 

## Karriere
Aivaras Kvedarauskas ist einer der erfolgreichsten litauischen Badmintonspieler. In seiner Heimat gewann er unzählige nationale Titel, und er ist einer der wenigen litauischen Badmintonspieler, die auch international erfolgreich waren. So siegte er unter anderem in Ungarn, bei den baltischen Meisterschaften und in Israel.

## Sportliche Erfolge
| Saison | Veranstaltung                    | Disziplin    | Platz | Name                                        |
| ------ | -------------------------------- | ------------ | ----- | ------------------------------------------- |
| 1990   | Litauen: Juniorenmeisterschaften | Mixed        | 1     | Aivaras Kvedarauskas / Solveiga Stasaityte  |
| 1990   | Litauen: Juniorenmeisterschaften | Herreneinzel | 1     | Aivaras Kvedarauskas                        |
| 1990   | Litauen: Juniorenmeisterschaften | Herrendoppel | 1     | Andrius Kodusas / Aivaras Kvedarauskas      |
| 1990   | Litauen: Einzelmeisterschaften   | Herreneinzel | 1     | Aivaras Kvedarauskas                        |
| 1990   | Litauen: Einzelmeisterschaften   | Mixed        | 1     | Aivaras Kvedarauskas / Rasa Mikšytė         |
| 1992   | Litauen: Einzelmeisterschaften   | Herrendoppel | 1     | Aivaras Kvedarauskas / Vygandas Virzintas   |
| 1992   | Hungarian Juniors                | Herreneinzel | 1     | Aivaras Kvedarauskas                        |
| 1992   | Litauen: Juniorenmeisterschaften | Mixed        | 1     | Aivaras Kvedarauskas / Solveiga Stasaityte  |
| 1992   | Litauen: Juniorenmeisterschaften | Herreneinzel | 1     | Aivaras Kvedarauskas                        |
| 1993   | Litauen: Einzelmeisterschaften   | Herrendoppel | 1     | Edigius Jankauskas / Aivaras Kvedarauskas   |
| 1994   | Litauen: Einzelmeisterschaften   | Herrendoppel | 1     | Aivaras Kvedarauskas / Ovidijus Zukauskas   |
| 1994   | Litauen: Einzelmeisterschaften   | Herreneinzel | 1     | Aivaras Kvedarauskas                        |
| 1994   | Litauen: Einzelmeisterschaften   | Mixed        | 1     | Aivaras Kvedarauskas / Indze Ivanauskaitė   |
| 1995   | Litauen: Einzelmeisterschaften   | Mixed        | 1     | Aivaras Kvedarauskas / Rasa Mikšytė         |
| 1995   | Litauen: Einzelmeisterschaften   | Herreneinzel | 1     | Aivaras Kvedarauskas                        |
| 1995   | Litauen: Einzelmeisterschaften   | Herrendoppel | 1     | Algirdas Kepeziuskas / Aivaras Kvedarauskas |
| 1996   | Litauen: Einzelmeisterschaften   | Herrendoppel | 1     | Aivaras Kvedarauskas / Donatas Vievesis     |
| 1996   | Litauen: Einzelmeisterschaften   | Herreneinzel | 1     | Aivaras Kvedarauskas                        |
| 1996   | Litauen: Einzelmeisterschaften   | Mixed        | 1     | Aivaras Kvedarauskas / Rasa Mikšytė         |
| 1997   | Litauen: Einzelmeisterschaften   | Herreneinzel | 1     | Aivaras Kvedarauskas                        |
| 1997   | Litauen: Einzelmeisterschaften   | Herrendoppel | 1     | Aivaras Kvedarauskas / Gediminas Andrikonis |
| 1997   | Baltic Championships             | Herreneinzel | 1     | Aivaras Kvedarauskas                        |
| 1997   | Litauen: Einzelmeisterschaften   | Mixed        | 1     | Aivaras Kvedarauskas / Rasa Mikšytė         |
| 1998   | Baltic Championships             | Mixed        | 1     | Aivaras Kvedarauskas / Neringa Karosaitė    |
| 1998   | Israel International             | Herreneinzel | 1     | Aivaras Kvedarauskas                        |
| 1998   | Israel International             | Herrendoppel | 1     | Aivaras Kvedarauskas / Nir Yusim            |
| 1998   | Litauen: Einzelmeisterschaften   | Mixed        | 1     | Aivaras Kvedarauskas / Jūratė Prevelienė    |
| 1998   | Litauen: Einzelmeisterschaften   | Herreneinzel | 1     | Aivaras Kvedarauskas                        |
| 1998   | Litauen: Einzelmeisterschaften   | Herrendoppel | 1     | Aivaras Kvedarauskas / Dainius Mikalauskas  |
| 1999   | Litauen: Einzelmeisterschaften   | Mixed        | 1     | Aivaras Kvedarauskas / Rasa Mikšytė         |
| 1999   | Lithuanian International         | Mixed        | 1     | Aivaras Kvedarauskas / Jurate Preveliene    |
| 1999   | Litauen: Einzelmeisterschaften   | Herreneinzel | 1     | Aivaras Kvedarauskas                        |
| 1999   | Lithuanian International         | Herrendoppel | 1     | Aivaras Kvedarauskas / Donatas Vievesis     |
| 1999   | Litauen: Einzelmeisterschaften   | Herrendoppel | 1     | Aivaras Kvedarauskas / Dainius Mikalauskas  |
| 2000   | Litauen: Einzelmeisterschaften   | Herrendoppel | 1     | Aivaras Kvedarauskas / Donatas Vievesis     |
| 2000   | Litauen: Einzelmeisterschaften   | Herreneinzel | 1     | Aivaras Kvedarauskas                        |
| 2000   | Litauen: Einzelmeisterschaften   | Mixed        | 1     | Aivaras Kvedarauskas / Jūratė Prevelienė    |
| 2001   | Litauen: Einzelmeisterschaften   | Mixed        | 1     | Aivaras Kvedarauskas / Ligita Zakauskaitė   |
| 2001   | Litauen: Einzelmeisterschaften   | Herrendoppel | 1     | Aivaras Kvedarauskas / Juozas Spelveris     |
| 2001   | Litauen: Einzelmeisterschaften   | Herreneinzel | 1     | Aivaras Kvedarauskas                        |
| 2002   | Litauen: Einzelmeisterschaften   | Mixed        | 1     | Aivaras Kvedarauskas / Jūratė Prevelienė    |
| 2002   | Litauen: Einzelmeisterschaften   | Herrendoppel | 1     | Aivaras Kvedarauskas / Kęstutis Navickas    |
| 2002   | Litauen: Einzelmeisterschaften   | Herreneinzel | 1     | Aivaras Kvedarauskas                        |
| 2003   | Litauen: Einzelmeisterschaften   | Herrendoppel | 1     | Aivaras Kvedarauskas / Dainius Mikalauskas  |
| 2003   | Litauen: Einzelmeisterschaften   | Herreneinzel | 1     | Aivaras Kvedarauskas                        |
| 2003   | Litauen: Einzelmeisterschaften   | Mixed        | 1     | Aivaras Kvedarauskas / Ugnė Urbonaitė       |